# Lokomotiv Roese
Lokomotiv Roese (Bulgaars: ФК Локомотив Русе) is een Bulgaarse voetbalclub uit Roese. 

## Geschiedenis
De club werd opgericht in 1930 als Zjeleznitsjarski Sportmen Klub (ZjSK Roese). In 1942 werd de club voor het eerst regionaal kampioen en nam zo deel aan de eindronde om de landstitel. De club verloor met 4-0 van Titsja Varna en werd meteen uitgeschakeld. Het volgende seizoen was de club opnieuw van de partij en versloeg nu Levski Dobritsj en Vladislav Varna, maar werd dan in de kwartfinale uitgeschakeld door Levski Plovdiv. 
In 1945 wijzigde de club de naam in Lokomotiv Roese. De club werd in 1946 opnieuw regionaal kampioen en verloor in de nationale eindronde van Lokomotiv Sofia. Ook in 1947 raakte de club niet voorbij de eerste ronde en werd nu door Bdin Vidin uitgeschakeld. Diezelfde club schakelde Lokomotiv ook in 1948 uit. Na dit seizoen kwam er een uniforme competitie met tien clubs waarvoor Lokomotiv niet geselecteerd werd. 
In 1949 fuseerde de club met Dinamo en Roesenets tot Doenav Roese, maar in 1952 werd Lokomotiv heropgericht en ging van start in de derde klasse. Na één seizoen speelde de club weer in de tweede klasse. De club speelde wel in de schaduw van Doenav, dat vaak in de hoogste klasse speelde. 
Tussen 1992 en 1995 heette het team Korabostroitel. In 1997 degradeerde de club een laatste keer uit de tweede klasse, waar ze in totaal 20 seizoenen gespeeld haden. In 2002 kon de club promotie afdwingen maar zat financieel zo diep in de problemen dat ze de activiteiten moesten staken. 
In 2016 fuseerden Marisan en FA Roese. De fusieclub nam de naam Lokomotiv aan om de banden met de oude traditieclub aan te knopen, hoewel ze eigenlijk geen aanspraak kan maken op die geschiedenis. In 2024 degradeerde de club uit de derde klasse. 